# Martin Becker (Musiker)

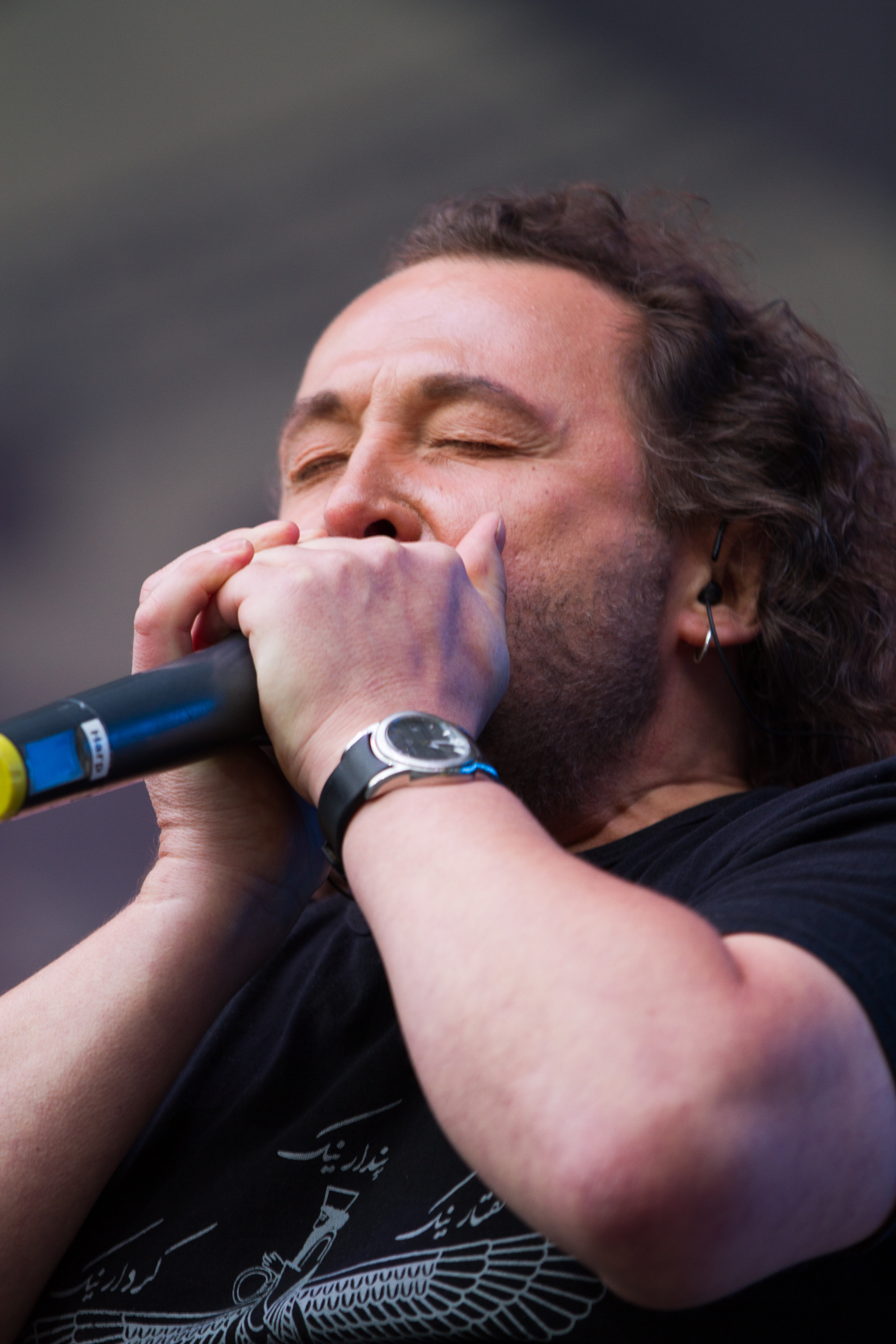
Martin Becker beim 40. Geburtstag von Karat (2015)

Martin Becker bei einem Konzert (2006)

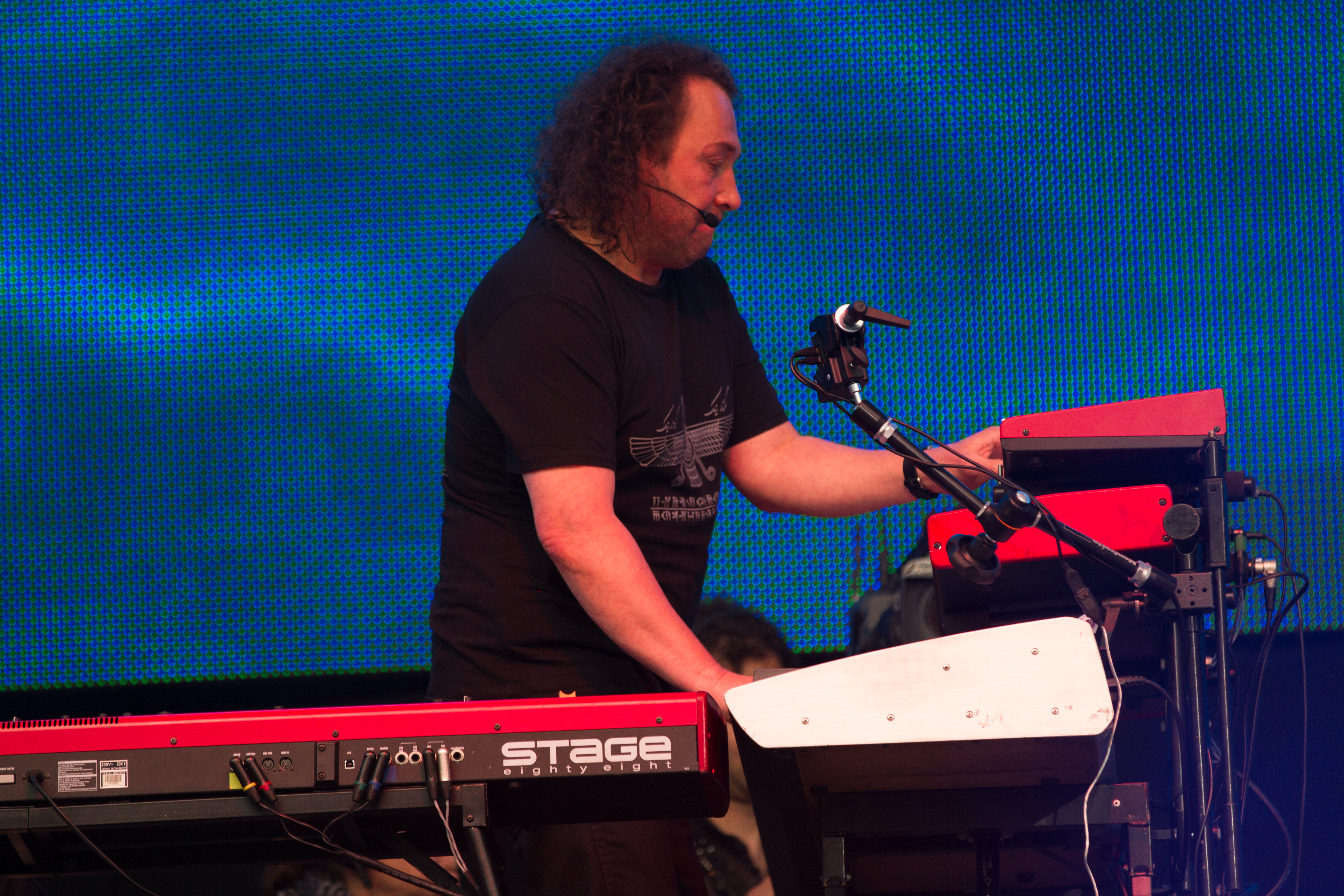
Martin Becker, Waldbühne Berlin, 40. Geburtstag von Karat (2015)

Martin Becker (* 30. Juni 1961 in Ost-Berlin) ist ein deutscher Keyboarder, Komponist und Rockmusiker.

## Leben
Aus einer musikalischen Familie stammend, interessierte sich der in Magdeburg herangewachsene Becker schon früh für Musik. Er beschäftigte sich zunächst autodidaktisch mit der Gitarre, besuchte später die Musikschule in Magdeburg und erhielt schließlich Privatunterricht im Fach Klavier. Erste praktische musikalische Erfahrungen sammelte er in mehreren Amateurbands wie der Gruppe Zechenhaus.
Die Musik blieb zunächst nur ein Hobby, denn 1978 begann Becker eine Ausbildung zum Zootechniker. Mitte der 1980er Jahre lernte Becker den Musiker Klaus Wehrmann kennen, der ihn ermunterte, sich wieder verstärkt der Musik zuzuwenden. Nach dem Besuch der Bezirksmusikschule Potsdam wurde Becker 1985 Berufsmusiker und stieg als Keyboarder in Klaus Wehrmanns Band Tutti Paletti ein, die sich an Funk und lateinamerikanischen Rhythmen orientierte. Mit Tutti Paletti, für deren Kompositionen hauptsächlich er verantwortlich war, nahm Becker 1987 unter anderem an der Veranstaltung Rock für den Frieden teil und absolvierte im gleichen Jahr eine Tour in die Sowjetunion. 1988 löste die Band sich auf.
Becker spielte dann zeitweise bei der Matthias Lauschus Band, bevor er Keyboarder in der Begleitband von Ines Paulke wurde und mit ihr eine dreiwöchige China-Tournee bestand. Mit der Wende löste sich schließlich auch diese Band auf. Becker wechselte 1990 in die Begleitband des Schlagersängers Frank Schöbel. 1991 und 1992 arbeitete Becker zudem als Komponist für Hansi Biebl und dessen Band.
Im Jahre 1992 stieg er als Keyboarder und Komponist bei Karat ein. Seine ersten Kompositionen steuerte er zum Album Die geschenkte Stunde bei, wobei er vor allem durch Titel wie Der achte Tag dazu beitrug, dass die Band nach ihrer musikalischen Hinwendung zu einer Mischung aus Pop und Schlager während der Jahre von 1989 bis 1992 zumindest vorübergehend wieder zu ihrem alten Stil, der am ehesten dem Progressive Rock zuzuordnen ist, zurückfand. Bei dem 1997 erschienenen Album Balance trat Becker auch als Produzent auf und arrangierte die Orchesterparts für das Deutsche Filmorchester Babelsberg selbst. Sein auf diesem Album befindlicher Titel … was wäre wenn hatte während eines Konzertes der Sendereihe Rockpalast in der Berliner Waldbühne 1996 Premiere.
Seit dem Tod des Karat-Sängers Herbert Dreilich, der vorher für die Texte der Band verantwortlich gezeichnet hatte, schreibt er auch Texte zu seinen Kompositionen. Gelegentlich stand Becker auch mit der Gruppe Monokel als Gastmusiker auf der Bühne.

## Diskografie
- 1989: Kleeblatt 25, LP, mehrere Titel mit der Matthias Lauschus Band
- 1995: Die geschenkte Stunde, CD
- 1997: Balance, CD
- 1998: Sechzehn Karat, CD
- 1998: Unter den Wolken, CD, Kompositionen für Hansi Biebl
- 2000: Ich liebe jede Stunde CD
- 2001: 25 Jahre – Das Konzert, CD, VHS, DVD
- 2003: Licht und Schatten, CD
- 2005: 30 Jahre Karat, CD
- 2007: Ostrock in Klassik, CD, DVD
- 2009: Ostrock in Klassik Vol. 2, CD
- 2010: Weitergeh’n, CD
- 2013: Symphony, CD
- 2014: Rock Legenden, CD
- 2015: Seelenschiffe, CD